# Johannes Christensen
Johannes Laurs Christensen (* 14. Februar 1889 in Frederiksberg, Dänemark; † 23. April 1957 in Hillerød) war ein dänischer Langstreckenläufer.
Johannes Christensen war dänischer Landesmeister im Marathonlauf in den Jahren 1910, 1911 und 1912. Bei den Olympischen Spielen 1912 in Stockholm kam er auf Platz 29 in einer Zeit von 3:21:57,4 h ins Ziel. Bei dem Lauf, bei dem 68 Athleten an den Start gegangen waren, konnten auf Grund der warmen Bedingungen nur 35 das Rennen beenden.
Im November 1912 startete Christensen im Marathonlauf der deutschen Meisterschaften. In diesem Deutschen Marathonlauf, der noch nicht Teil des offiziellen Meisterschaftsprogrammes war und über eine Distanz von 42 Kilometern ausgetragen wurde, siegte er in einer Zeit von 2:48:55,5 h und lag damit über zweieinhalb Minuten vor dem Zweitplatzierten, dem Deutschen Otto Wagner.
1914 nahm Johannes Christensen eine Änderung seines Nachnamens vor. Fortan wurde er unter Johannes Granholm geführt. Nach dem Ersten Weltkrieg beendete er seine Karriere als Marathonläufer und wandte sich dem Tennis, Fechten und dem Golf zu. Der als Ingenieur ausgebildete Christensen arbeitete als Direktor des dänischen Motorradherstellers Nimbus.